# تايمكوب (فلم)
تايمكوب (بالإنجليزية: Timecop) هو فيلم أمريكي أخرجه بيتر هيامس ومثل فيه جان كلود فان دام وقد أنتج سنة 1994.

## القصة
يجب على الضابط (ماكس واكر) الذي يعمل في وكالة الأمن التي تنظم السفر عبر الزمن، بأن يدافع عن حياته ضد سياسي متصل بماضيه والذي يحاول أن يتحكم في مستقبله.

## وصلات خارجية
- مقالات تستعمل روابط فنية بلا صلة مع ويكي بيانات